# Тренд (часопис)
Часопис Тренд је настао као посебно издање часописа Сам свој мајстор (издавач НИШПРО Вјесник, Загреб), а бавио се, како је писало поред заглавља: „електроником, компјуторском, аудио и видеотехником“.
Први број је изашао 1985. године, а изашло је неких тридесетак бројева. Часопис је због скупе опреме (квалитетан папир и штампа) био један од најскупљих на тржишту, па је вероватно и то допринело његовом брзом крају.